# Pardo d'onore
Il Pardo d'onore è un premio cinematografico alla carriera assegnato annualmente dal Locarno Film Festival, a partire dal 1989.
Assegnato nella sua prima edizione ad un compositore, Ennio Morricone, in seguito è stato assegnato principalmente a registi, con alcune eccezioni: nel 1990 e nel 2000 è stato assegnato anche a degli attori, Gian Maria Volonté e Paolo Villaggio, e nel 2001 ad una istituzione, il Sundance Institute.

## Albo d'oro

### Anni 1980
- 1989: Ennio Morricone

### Anni 1990
- 1990: Gian Maria Volonté
- 1991: Jacques Rivette
- 1992: Manoel de Oliveira
- 1993: Samuel Fuller
- 1994: Kira Muratova
- 1995: Jean-Luc Godard
- 1996: Werner Schroeter
- 1997: Bernardo Bertolucci
- 1998: Joe Dante
- 1999: Daniel Schmid

### Anni 2000
- 2000: Paul Verhoeven e Paolo Villaggio
- 2001: Sundance Institute
- 2002: Sydney Pollack
- 2003: Ken Loach
- 2004: Ermanno Olmi
- 2005: Terry Gilliam, Abbas Kiarostami e Wim Wenders
- 2006: Aleksandr Sokurov
- 2007: Hou Hsiao-Hsien
- 2008: Amos Gitai
- 2009: William Friedkin

### Anni 2010
- 2010: Alain Tanner e Jia Zhangke
- 2011: Abel Ferrara
- 2012: Leos Carax
- 2013: Werner Herzog
- 2014: Agnès Varda
- 2015: Marco Bellocchio e Michael Cimino
- 2016: Alejandro Jodorowsky
- 2017: Jean-Marie Straub e Todd Haynes
- 2018: Bruno Dumont
- 2019: John Waters

### Anni 2020
- 2020: non assegnato
- 2021: John Landis
- 2022: Kelly Reichardt
- 2023: Harmony Korine
- 2024: Jane Campion